# Rued Langgaard

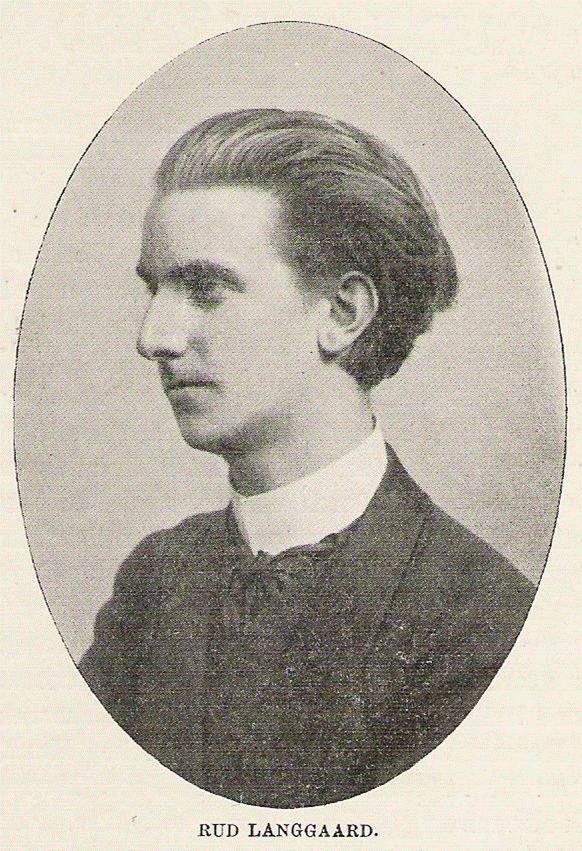
Rued Langgaard

Rued Langgaard (ur. 28 lipca 1893 w Kopenhadze, zm. 10 lipca 1952 w Ribe) – duński kompozytor znany przede wszystkim ze swoich kompozycji orkiestrowych, głównie symfonii. Tworzył w stylistyce późnoromantycznej (przestarzałej już w XX wieku na który przypada większość jego utworów), wykształcił jednak własny, oryginalny język muzyczny. Za życia nie doczekał się uznania nawet w samej Danii.